# SIGMOD
SIGMOD (англ. special interest group on management of data) — тематическая группа Ассоциации вычислительной техники, специализирующаяся на технологиях управления данными и базах данных, объединяющая исследователей и практиков в соответствующих областях — разработчиков и пользователей СУБД, исследователей техник и алгоритмов по работе с большими массивами данных.
Основное мероприятие группы — ежегодная конференция SIGMOD, проводящаяся с 1975 года. Считается одной из важнейших в соответствующей области, конкурс среди докладчиков на конференцию достаточно высок для отрасли: средняя доля принятных докладов по отношению к поданным за период с 1996 года по 2012 год составила 18 %. С 1991 года конференция проводится совместно с другим крупным мероприятием — Cимпозиумом Ассоциации вычислительной техники по принципам систем баз данных (англ. PODS), соорганизуемым SIGMOD с двумя другими тематическим группами — SIGACT и SIGART, группа мероприятий обозначается как «SIGMOD/PODS»
Группа присуждает несколько премий за вклад в области управления данными, наиболее важная из них — ежегодная премия Кодда, вручаемая за инновационные и имеющие продолжительную ценность исследования и разработки в области систем управления базами данных; среди лауреатов премии — Майкл Стоунбрейкер (1992), Джим Грей (1993), Гектор Гарсия-Молина (1999), Джеффри Ульман (2006), Моше Варди (2008).
Основное периодическое издание — ежеквартальный журнал SIGMOD Record. На постоянной основе функционируют три региональных секции группы — китайская (на базе Гонконгского университета), японская (Токио) и московская (ежемесячный семинар проводит на ВМиК МГУ).